# Бауэр, Йон
Йон Бауэр (швед. John Bauer; 4 июня 1882[…], Йёнчёпинг-Кристина — 20 ноября 1918[…], Веттерн или Санкт-Маттеус) — шведский художник и иллюстратор. Приобрёл широкую известность благодаря своим иллюстрациям для серии книг «Среди эльфов и троллей» (швед. Bland tomtar och troll) — антологии шведского фольклора и сказок, ежегодно публиковавшейся на Рождество. Основные темы его работ — мифология и природа Швеции; также он иногда рисовал портреты.
Бауэр родился и вырос в городе Йёнчёпинг. В 16 лет он переехал в Стокгольм для обучения в Королевской академии свободных искусств. Там Йон получил свои первые заказы как иллюстратор книг и журналов, а также встретил художницу Эстер Эльквист, на которой женился в 1906 году. В начале своей карьеры он путешествовал по шведской провинции Лаппланд (Лапландия), Германии и Италии — в дальнейшем культуры этих регионов оказали большое влияние на его творчество. Картины и иллюстрации Бауэра выполнены в стиле романтического национализма; также на него повлияли итальянский Ренессанс и культура финно-угорского народа саами (лапландцев).
Когда Бауэру было 36 лет, он, его жена Эстер и их сын Бенгт утонули в озере Веттерн на юге Швеции.

## Биография

### Ранние годы жизни и образование

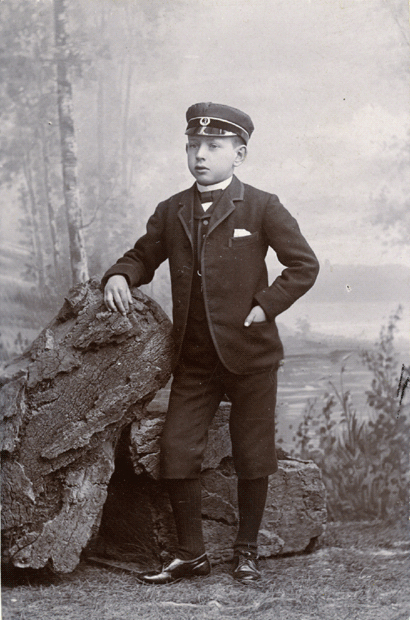
Молодой Йон Бауэр

Йон родился и вырос в городе Йёнчёпинг в южной Швеции. Его отец, Йозеф Бауэр, родился в Баварии, а в Швецию переехал в 1863 году, причём практически без денег. Мать Йона, Эмма Шарлотта Ваделл, родилась в фермерской семье в приходе Рогберга неподалёку от Йёнчёпинга. Йозеф основал в Йёнчёпинге успешный бизнес по продаже колбасных изделий. До 1881 года семья жила в квартире над лавкой отца, а затем переехала в собственный дом в городе Шёвик, у побережья озера Роксен. Йон рос вместе с двумя братьями (один был младше Йона, другой — старше) и сестрой — Анной Бауэр. Ранняя смерть Анны в 13 лет произвела тяжелое впечатление на Бауэра и его братьев.
С детства Бауэр любил проводить время за рисованием, поначалу ограничиваясь небольшими набросками. В школе он часто рисовал карикатуры на своих учителей, чем вызывал их недовольство. Семья не поддерживала его увлечение, однако когда в 16 лет он заявил о своём желании уехать в Стокгольм, чтобы получить там художественное образование, родители восприняли это с энтузиазмом и оказали ему финансовую поддержку.
В 1898 году Бауэр стал одним из 40 претендентов на учёбу в Королевской академии свободных искусств. Хотя он был хорошо подготовлен для обучения, его сочли слишком молодым, и в поступлении было отказано. К 1900 году Йон достиг необходимого для поступления возраста и стал одним из 3 абитуриентов, которые были приняты в Королевскую академию в тот год (двумя другими успешными абитуриентами стали его друзья Ивар Камке и Понтус Ланнер). В академии он изучал традиционную иллюстрацию, рисовал растения и средневековые костюмы; в дальнейшем это помогало ему в работе.
Там же он получил свои первые заказы на иллюстрирование журналов и книг. В 1904 году Бауэр отправился в Лаппланд, чтобы принять участие в иллюстрировании книги, посвящённой культуре этой провинции и её «экзотической дикой природе». В конце 1905 года Йон покинул академию и официально указал в своей визитной карточке, что работает «художником».

### Поездка в Лаппланд

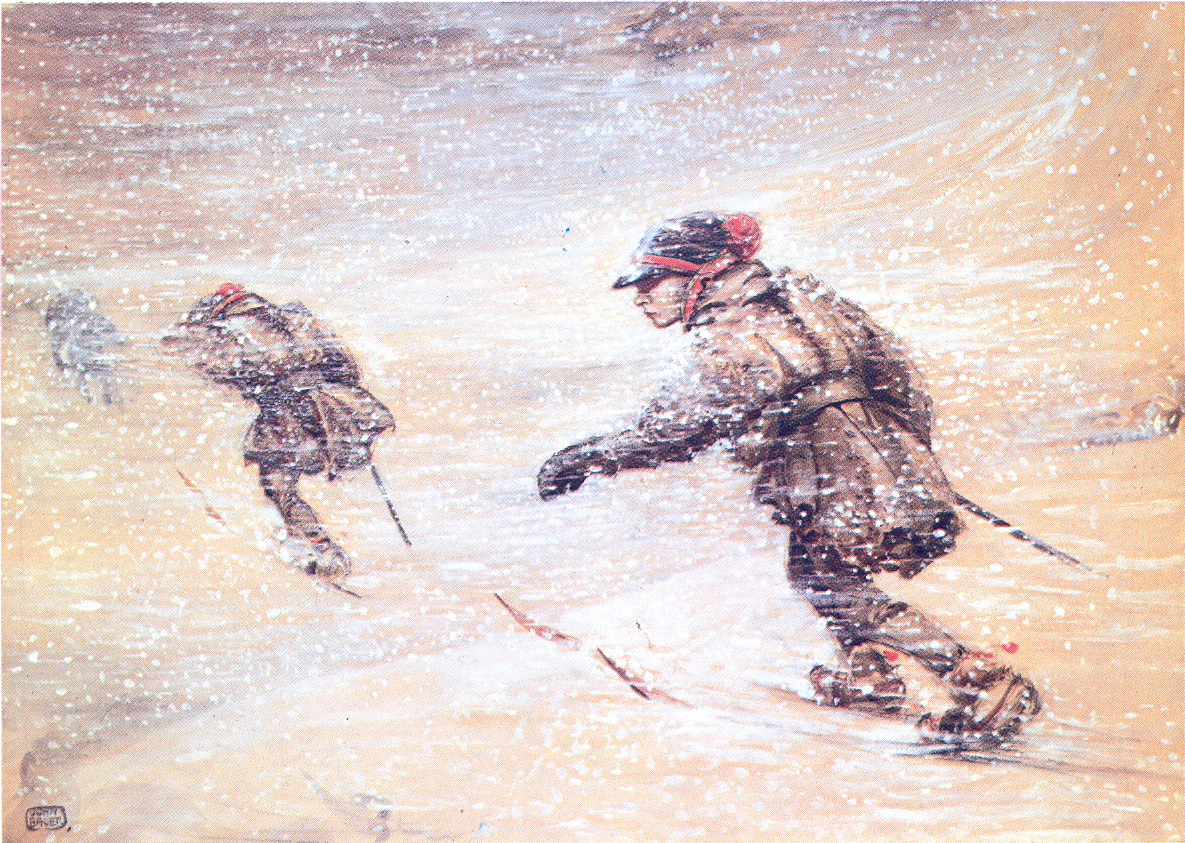
«Лапландцы в метели» (Lappar i snostorm), 1904—1905

После того как на севере Швеции были открыты месторождения железной руды, в провинции Лаппланд, которая до этого считалась экзотической дикой местностью, появилось множество перспектив для индустриального развития. Воспользовавшись удобным моментом, Карл Адам Виктор Лундхольм опубликовал свою книгу «Лаппланд, великая шведская земля будущего» (швед. Lappland, det stora svenska framtidslandet). Он привлёк к созданию иллюстраций для книги многих известных шведских художников, таких как Карл Тирен, Альфред Торн, Пер Даниэль Холм и Хьялмар Линдберг. Поскольку в сравнении с ними Бауэр был ещё неопытным иллюстратором, Лундхольм решил проверить его способности и поручил сделать несколько рисунков, изображающих быт народа саами в Скансене.
15 июля 1904 года Бауэр отправился в Лаппланд и провёл там около месяца. Он был поражен местными видами и яркими пейзажами, ведь провинция Смоланд, где он вырос, покрыта в основном густыми тёмными лесами. Встречи Йона с саамским народом и их культурой оказали большое влияние на его более позднее творчество. Он сделал множество фотографий и эскизов их инструментов, костюмов и других предметов, которые видел, а также писал заметки. Тем не менее, ему трудно было сблизиться с саамами. Этот опыт он подробно описал в своём дневнике и в письмах к семье и друзьям.
Книга о Лаппланде была опубликована в 1908 году, и в ней содержалось 11 акварелей Бауэра. Он написал их уже в Стокгольме, почти через 18 месяцев после посещения провинции. В работе Бауэр использовал фотографии и эскизы, которые он сделал во время своей поездки. Многие фотографии он использовал в дальнейшем и в других своих иллюстрациях. В частности, некоторые элементы саамской культуры, такие как изогнутые ножи, ботинки, копья, котлы и пояса были использованы Бауэром для иллюстрирования сказок о троллях, которые впоследствии и принесли ему известность.

### Брак

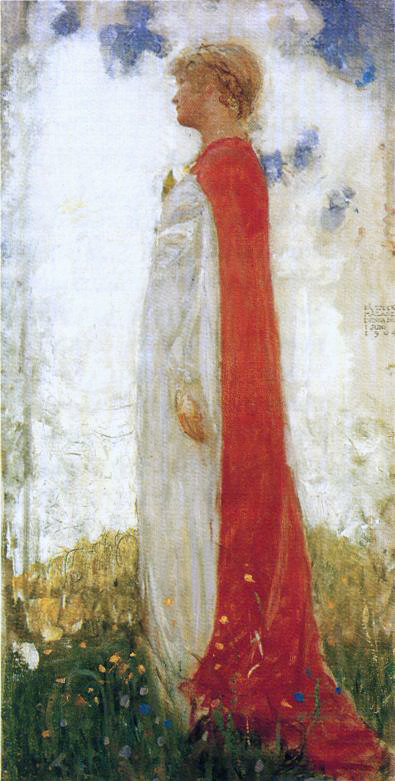
«Сказочная принцесса» (Sagoprinsessan), 1904, набросок маслом

Бауэр познакомился с Эстер Эллквист в Королевской академии свободных искусств. Поскольку женщинам не разрешалось посещать те же курсы, что и мужчинам, Эллквист обучалась в отдельной группе для женщин, где образовательный процесс проходил несколько иначе (например, моделям нельзя было снимать с себя всю одежду).
Бауэр начал ухаживать за ней в 1903 году, однако в то время они виделись редко, и общение проходило в основном по переписке. Их отношения развивались по мере того, как в письмах они делились друг с другом своими мечтами, стремлениями и сомнениями. Для Бауэра Эллквист стала источником вдохновения, музой и «сказочной принцессой»; именно так он впервые изобразил её в своей одноимённой картине. Первые наброски Йон сделал с помощью масляных красок в 1904 году, а в 1905 году завершил картину. В ней Эллквист предстаёт как сильная, недостижимая Валькирия. В 1905 году картина была показана на первой выставке Бауэра, проходившей в городе Гётеборг, в художественной академии Валанд (где он был одним из одиннадцати дебютантов). Затем, в 1906 году, картина выставлялась в Норрчёпинге, где её продали частному коллекционеру. Сейчас картина находится в музее Йёнчёпинга.

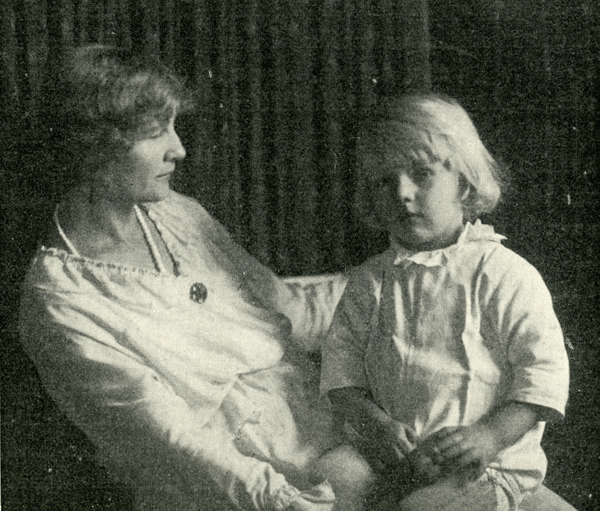
Семья Бауэра: его жена Эстер и сын Путте (Бенгт)

Бауэр хотел поселиться с Эстер в небольшом доме ближе к лесу, где он любил гулять в поисках вдохновения. Эллквист, напротив, выросла в Стокгольме и наслаждалась светской жизнью в городе. Она хотела жить со своим мужем в комфорте и завести детей. В то время Бауэр был ещё недостаточно известен как художник, и поэтому не мог своей работой обеспечивать семью; на протяжении всей своей жизни он полагался на финансовую помощь отца. Йон сделал предложение Эллквист, так и не получив одобрения своих родителей, которые считали, что он сначала должен построить карьеру.
Бауэр и Эллквист поженились 18 декабря 1906 года. О первых годах их совместной жизни мало что известно, так как они жили в одном доме и у них уже не было необходимости писать друг другу письма. Бауэр иллюстрировал обложки журналов и начал работу над антологией сказок «Среди эльфов и троллей». В 1908—1910 годах Йон и Эстер вместе отправились в поездку по Италии и южной Германии. В 1914 году они купили дом на берегу озера Банн, недалеко от города Гренна, а в следующем году родился их сын Бенгт (которого они называли Путте). Рождение Путте ознаменовало счастливое время для пары. В 1915 году Бауэр сделал свои последние иллюстрации для серии «Среди эльфов и троллей», а затем занялся творческими поисками: создавал монументальные фрески, сочинял сказочные детские пьесы, написал либретто для балета «Горный король» (швед. Bergakungen), а также писал картины в стиле модернизма. Однако у Йона больше не было стабильного дохода, который приносили иллюстрации; кроме того, он часто отсутствовал дома, оставляя Эллквист одну. В 1918 году в одном из писем жене он выразил мысль о разводе.

### Поездка в Италию

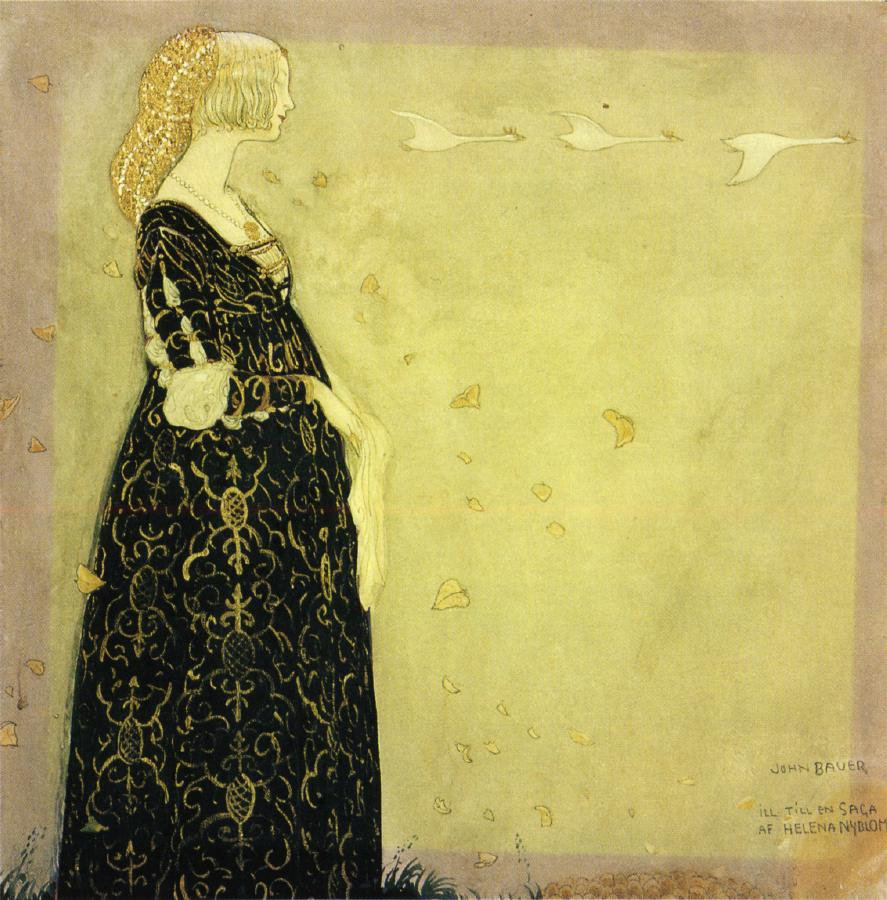
«Принцесса-лебедь» (Svanhamnen), 1908

В 1902 году Бауэр впервые побывал в Германии со своим отцом, и средневековые немецкие города произвели на художника большое впечатление. Поэтому, когда в 1908 году у Йона появилась возможность совершить длительное путешествие по Европе за счёт отца, он решил отправиться с женой сначала в Германию, а затем в Италию.
Эстер и Йон посетили Верону, Флоренцию и Сиену, провели два месяца в Вольтерре и затем отправились в Неаполь и на остров Капри, а зиму провели в Риме. В ходе своих поездок они занимались изучением искусства, посещали церкви и музеи, а по вечерам наслаждались атмосферой небольших таверн; обо всём этом Бауэр рассказывал в письмах, которые он отправлял домой семье. Знакомство с ранним итальянским Возрождением оказало глубокое влияние на творчество художника. Его блокноты того времени полны зарисовок античных предметов и произведений искусства эпохи Ренессанса. Некоторые из этих набросков Бауэр затем использовал в работе: считается, что один из портретов за авторством Боттичелли был взят им за основу для иллюстрации к сказке «Принцесса-лебедь». Также в это время Йон заинтересовался фресками. Вдохновляясь творчеством Пьеро делла Франчески, в 1913 году он создал собственную работу в этой технике под названием «Святой Мартин и нищий».
Однако через какое-то время Бауэр начал тосковать по дому, по спокойствию и тишине шведского леса; впоследствии благодаря этому были написаны одни из лучших его «зимних» картин, изображающих покрытый снегом темный лес и сверкающее крошечными звездами небо. Ему с женой пришлось вернуться в Швецию после того, как в том доме, где они жили в Риме, произошло убийство. Йон был допрошен итальянской полицией, и, хотя он никогда не числился подозреваемым, эта история приобрела широкую огласку, оставив художнику неприятные воспоминания о поездке.

### Смерть на озере Веттерн
В 1918 году Бауэр, Эстер и их двухлетний сын Бенгт собирались переехать в новый дом в Стокгольме, где Йон надеялся начать новую жизнь. Ранее в том же году рядом с посёлком Гёта произошло крушение поезда, которое широко освещалось в шведских газетах. Поэтому Бауэр решил, что возвращаться в Стокгольм именно водным путём — на пароходе «Пер Браге» — будет безопаснее.

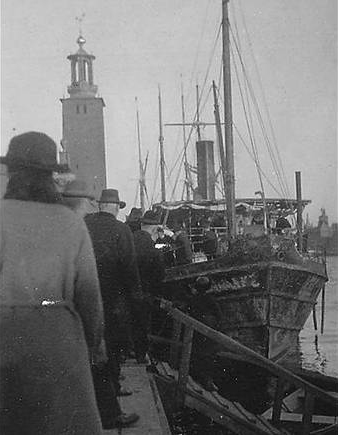
«Пер Браге» в Стокгольме после подъема со дна, 1922

19 ноября 1918 года «Пер Браге» покинул порт города Гренна и начал путь в Стокгольм. Пароход был нагружен железными плитами, швейными машинами и бочками с продуктами. Весь груз не помещался в трюме, поэтому значительную его часть оставили на палубе; в результате верхняя часть корабля оказалась перегружена. Была плохая погода, и к тому времени, как пароход вышел в море, начался сильный шторм; из-за ветра часть груза начала падать за борт, еще больше раскачивая корабль. Пароход опрокинулся и затонул всего в 500 метрах от следующего порта. Все 24 человека на борту погибли, включая семью Бауэров. Большинство пассажиров не смогли выбраться из своих кают.

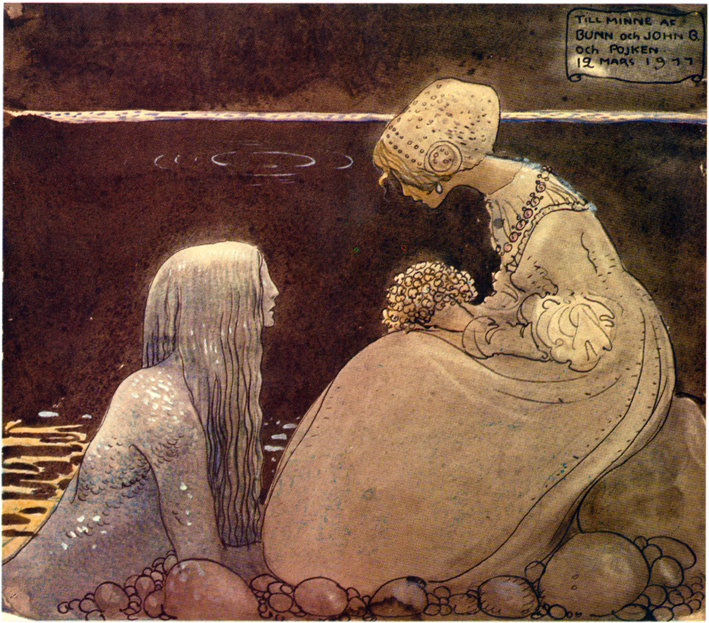
Иллюстрация Йона Бауэра к сказке «Агнета и Морской король», 1911

Обломки корабля были найдены 22 ноября 1918 года на глубине 32 метров, а 12 августа 1922 года они были подняты со дна. Расследование показало, что только треть груза была сложена в трюм парохода, остальная же его часть стояла на палубе. Операция по поднятию останков судна привлекла широкое внимание общественности: по некоторым оценкам, посмотреть на неё пришло около 20 000 человек. Одна швейная машинка с парохода была разбита на кусочки, которые затем можно было приобрести в качестве сувенира за одну крону. Кинохроники, на которых было запечатлено поднятие судна, показывали в кинотеатрах по всей Швеции. Газеты подпитывали народные суеверия о том, что мифические существа из леса забрали Бауэра, потопив корабль. Большинство спекуляций были связаны со сказкой «Агнета и Морской король» (швед. Agneta och sjökungen) 1910 года, в которой Морской король завлекает молодую принцессу в глубины озера. 18 августа 1922 года семья Бауэров была похоронена в Йёнчёпинге.

## Современное влияние
- В 1982 году к 100-летию Йона Бауэра в Швеции были выпущены три, а позднее (в 1997 году) ещё четыре марки по мотивам Сказок гномов и троллей.
- Норвежский музыкант Mortiis использовал работы Бауэра в оформлении нескольких своих ранних эмбиентных альбомов.

## Галерея

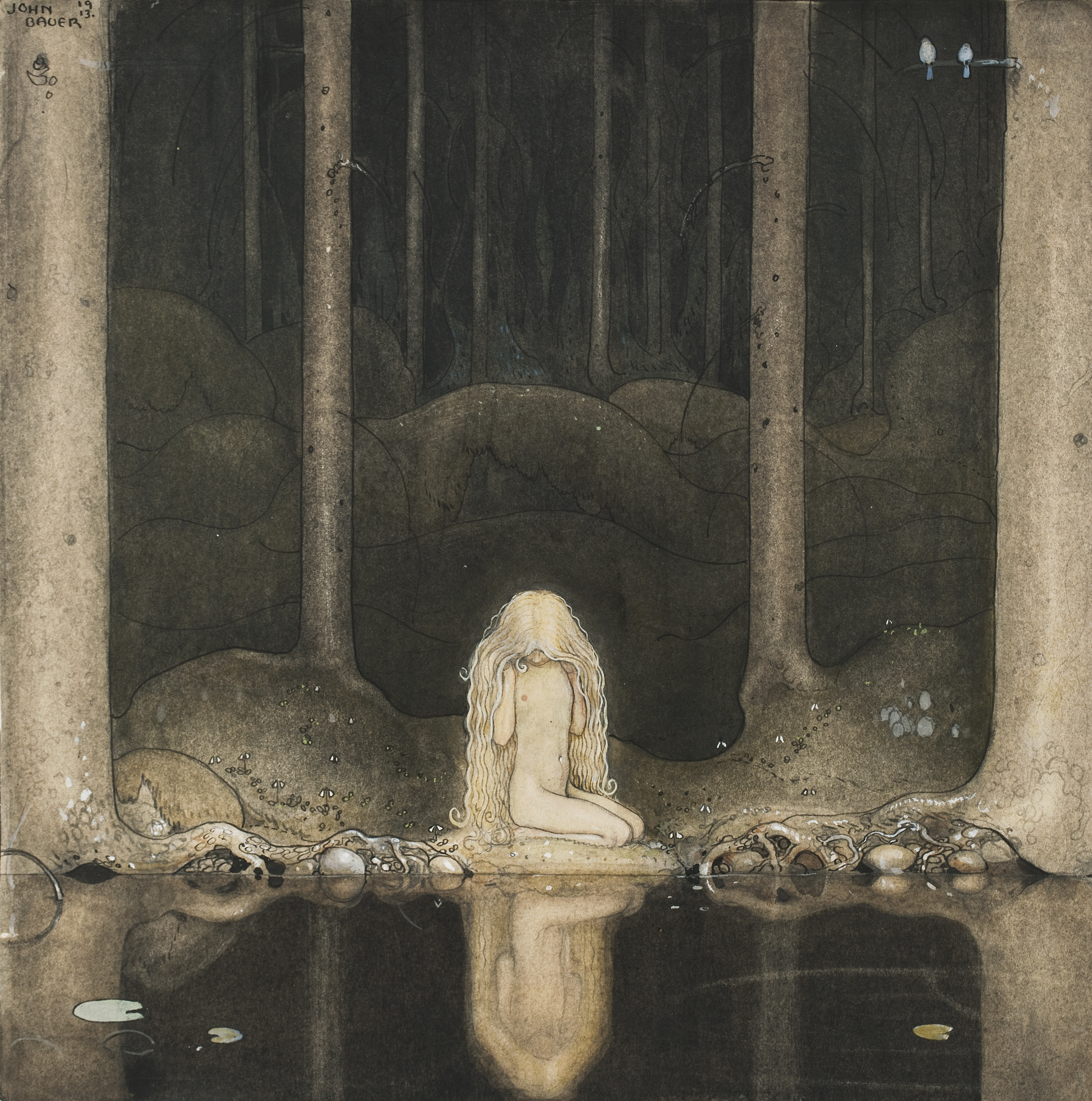
Принцесса Тувстарр (1913) — одна из самых значительных работ Бауэра
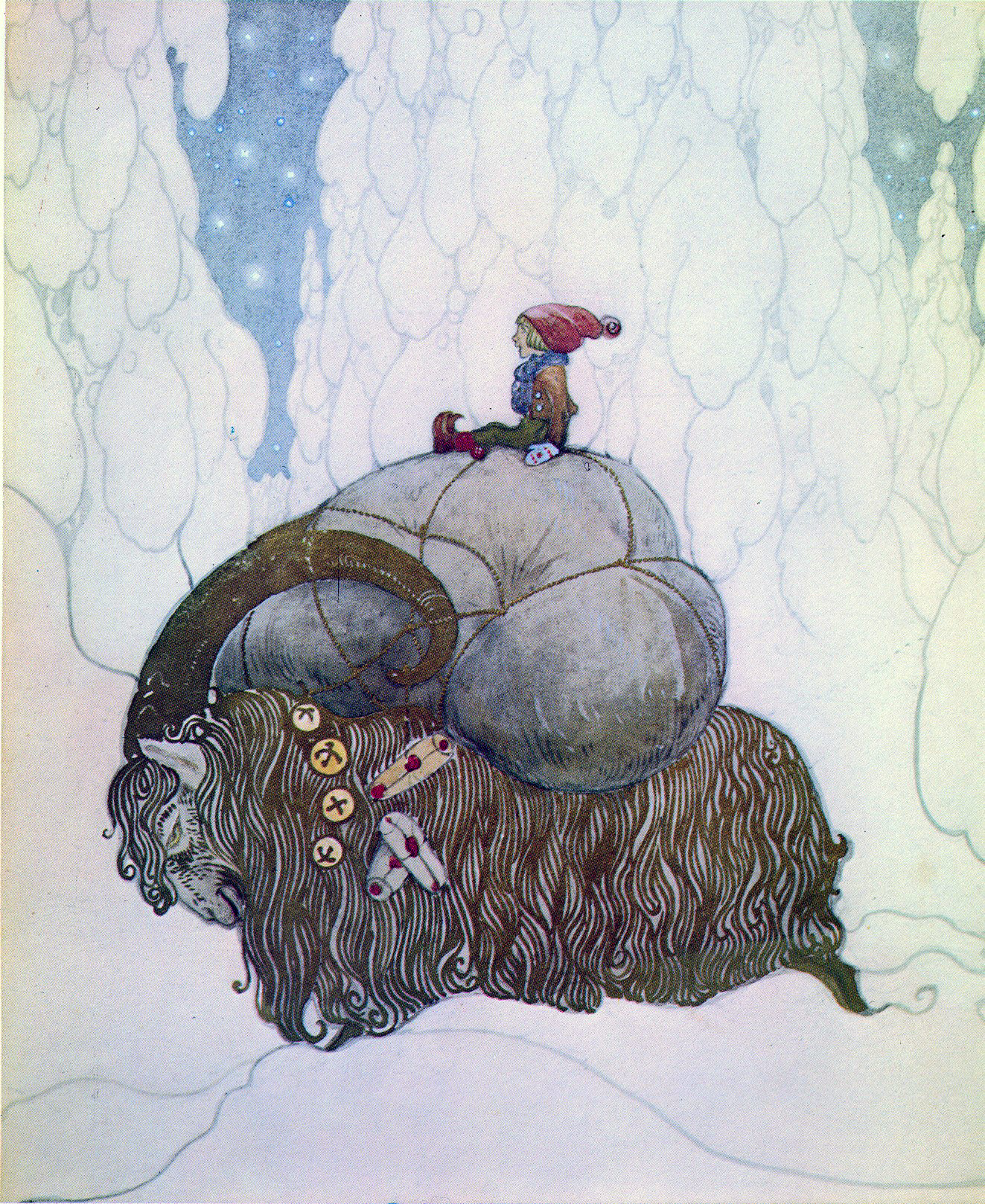
Иллюстрация к зимней сказке о рождественском козле (1912 г.)